# The Action
A The Action egy 1963-tól 1969-ig tevékenykedett brit rockegyüttes volt. Eredetileg "The Boys" néven alakultak meg Kentish Townban. Blue-eyed soult, folk rockot és pszichedelikus rockot játszottak. Tagok: Alan King, Mike Evans, Roger Powell, Reg King, Peter Watson, Ian Whiteman és Martin Stone. 1967-ben "Azoth" néven is tevékenykedtek. Dalaik csak válogatáslemezeken jelentek meg. A lemezeket a Parlophone, Capitol Records, Hansa Records kiadók dobták piacra. 1969-ben feloszlottak. 2000-ben a tagok újraálltak egy koncert erejéig. Az újraalakult Action-ben a jól ismert zenész, Phil Collins is játszott, aki nagy rajongója volt az együttesnek.

## Diszkográfia
- The Ultimate! Action (1980) – válogatáslemez, a korai dalfelvételeket tartalmazza, amelyeket 1964-től 1967-ig rögzített a zenekar
- Action Speaks Louder Than EP (1985) – 1968-ban rögzített dalokat tartalmazza
- Brain Rolled Gold (1995) – válogatáslemez, 1967-től 1968-ig rögzített dalok
- Uptasight and Outasight – rádió és TV felvételek, plusz egy 1998-as koncertfelvétel, 2 CD-s lemez